# Abrus
Abrus Adans., 1763 è un genere di piante della famiglia delle Fabacee (o Leguminose), unico genere della tribù Abreae.

## Tassonomia
Comprende le seguenti specie:
- Abrus aureus R.Vig.
- Abrus baladensis Thulin
- Abrus bottae Deflers
- Abrus canescens Baker
- Abrus diversifoliatus Breteler
- Abrus fruticulosus Wall. ex Wight & Arn.
- Abrus gawenensis Thulin
- Abrus kaokoensis Swanepoel & Kolberg
- Abrus laevigatus E.Mey.
- Abrus longibracteatus Labat
- Abrus madagascariensis R.Vig.
- Abrus melanospermus Hassk.
- Abrus parvifolius (R.Vig.) Verdc.
- Abrus precatorius L.
- Abrus sambiranensis R.Vig.
- Abrus somalensis Taub.
- Abrus wittei Baker f.